# Gruev Cove
Die Gruev Cove (englisch; bulgarisch Груев залив Gruew saliw) ist eine 300 m breite und 650 m lange Bucht an der Ostküste von Greenwich Island im Archipel der Südlichen Shetlandinseln. Sie liegt südlich des Santa Cruz Point und nördlich des Parchevich Ridge.
Britische Wissenschaftler kartierten sie 1968. Die bulgarische Kommission für Antarktische Geographische Namen benannte sie 2006 nach Damjan Gruew (1871–1906), Anführer der bulgarischen Unabhängigkeitsbewegung in Mazedonien. 